# تاکانوهانا کوجی
تاکانوهانا کوجی (به ژاپنی: 貴乃花 光司) کُشتی‌گیر سوموی اهل توکیو در کشور ژاپن است که شصت‌وپنجمین کشتی‌گیر دارای رتبهٔ یوکوزونا محسوب می‌شود. وی در سال ۱۹۹۴ میلادی به این مرتبه ارتقا یافت و در سال ۲۰۰۳ میلادی بازنشست شد. تاکانوهانا کوجی توانست ۲۲ بار قهرمان (یوشو) مسابقات سومو شود.